# Ме-Зокі
Ме-Зо́кі (порт. Mé-Zóchi) — один із 7 районів у складі Сан-Томе і Принсіпі. Адміністративно належить до провінції Сан-Томе. Адміністративний центр — місто Триндаді.

## Географічне положення
Район розташований майже у центральній частині острова Сан-Томе і є найбільш внутрішнім, оскільки має всього 2 км берега.

## Населення
Населення району становить 46265 осіб (2012; 38668 в 2006, 35105 в 2001, 29758 в 1991, 24258 в 1981, 20550 в 1970, 20374 в 1960, 18056 в 1950, 18422 в 1940).

## Населені пункти
Нижче подано список найбільших населених пунктів району (повний список тут):
| Населений пункт | Населення (осіб) | Населення (осіб) | Населення (осіб) |
| Населений пункт | 2001 рік         | 2007 рік         | 2008 рік         |
| --------------- | ---------------- | ---------------- | ---------------- |
| Камінью-Нову    | 2068             | 2319             | 2357             |
| Прая-Мелан      | 2014             | 2258             | 2296             |
| Пьєдаді         | 1392             | 1561             | 1587             |
| Бомбом          | 1364             | 1530             | 1555             |
| Бобу-Фору       | 1289             | 1445             | 1469             |
| Крузейру        | 1185             | 1329             | 1351             |
| Триндаді        | 1041             | 1167             | 1187             |
| Алмаш           | 921              | 1033             | 1050             |
| Агуа-Креола     | 918              | 1029             | 1046             |
| Агуа-Гуну       | 893              | 1001             | 1018             |

## Спорт
В районі є кілька футбольних команд:
- Інтер (Бум-Бум);
- Агроспорт;
- Байрруш Унідуш;
- Дінамікуш (перестав виступати із 2014);